# Ducado de Calatrava
El ducado de Calatrava es un título nobiliario español creado por el rey Felipe V mediante Real Cédula expedida el 4 de octubre de 1714, con carácter hereditario y con grandeza de España incorporada. Fue concedido a Don Álvaro de Carneros y Cifuentes, marqués de Sotolargo, en reconocimiento a su lealtad a la causa borbónica durante la Guerra de Sucesión Española y su defensa de los territorios manchegos frente a las fuerzas austracistas.

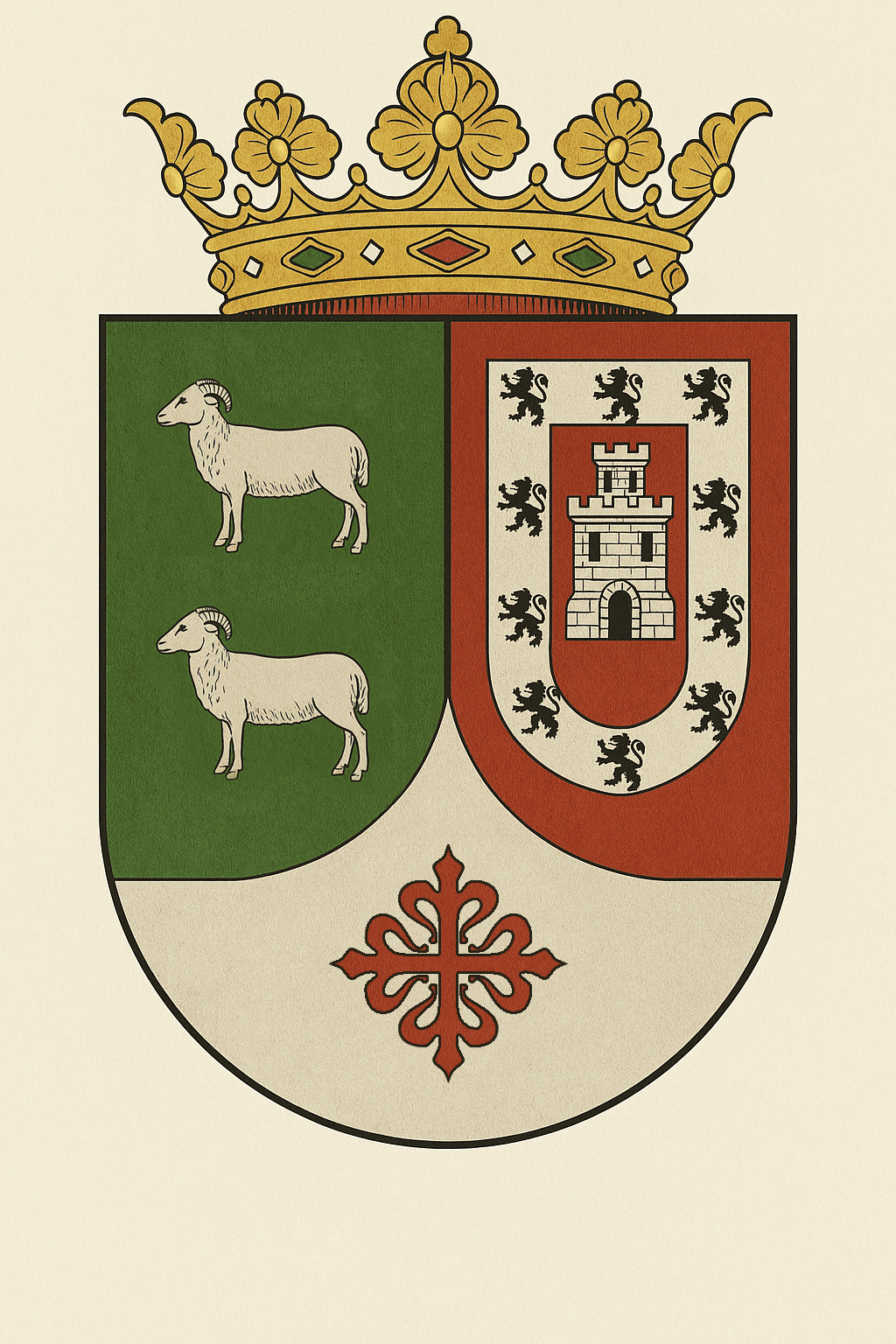
Escudo de armas utilizado por el actual portador del título nobiliario

Aunque su denominación hace referencia a la histórica Orden de Calatrava, el título no está institucionalmente vinculado a dicha orden militar-religiosa, sino que fue creado como una dignidad civil de la alta nobleza.

## Historia

### Creación del título
Durante los años posteriores al fin de la Guerra de Sucesión Española, el rey Felipe V promovió la creación de nuevos títulos nobiliarios para consolidar su red de apoyos en los territorios clave del interior peninsular. Uno de los más destacados fue el ducado de Calatrava, otorgado a Don Álvaro de Carneros y Cifuentes, por su labor estratégica en la defensa de los caminos reales de Castilla La Nueva y por su papel en la reorganización militar de la región.
Don Álvaro, nacido en 1673, fue un noble de amplia formación, militar de carrera y uno de los principales promotores de la reorganización defensiva de la zona de Almagro, Daimiel y Valdepeñas. A partir de la concesión del título, se le asignaron tierras y rentas, y se inició la construcción del Palacio Ducal de Calatrava, en las afueras de Almagro.

## Incendio de 1827 y pérdida documental
En el año 1827, un incendio de grandes proporciones destruyó la residencia familiar de los Carneros, conocida como la finca de Las Encinas, situada en Valenzuela de Calatrava. El siniestro, cuyas causas nunca fueron esclarecidas del todo, provocó la pérdida de buena parte del archivo familiar, incluidos documentos genealógicos, actas testamentarias y correspondencia original con la corte borbónica.
La destrucción de estos documentos supuso un grave obstáculo para la sucesión legal del título en generaciones posteriores, y dio lugar a un prolongado periodo de inactividad registral, aunque se conocen por tradición oral y registros secundarios los nombres de varios portadores no oficializados.

## Restauración del título
A comienzos del siglo XXI, un grupo de investigadores vinculados a la Real Asociación de Hidalgos de España y a diversas instituciones archivísticas logró reconstruir parte de la genealogía mediante documentación hallada en archivos parroquiales y notariales de Ciudad Real, Sevilla y Buenos Aires. Gracias a estos trabajos, el Ministerio de Justicia reconoció en 2021 como legítimo sucesor a Don Carlos Carneros Canales, descendiente por vía colateral directa del primer duque.
El reconocimiento se formalizó mediante resolución publicada en el Boletín Oficial del Estado, y con ello se restauró oficialmente la línea sucesoria del ducado.

## El actual duque
El actual y X duque de Calatrava es Don Carlos Carneros Canales, nacido en la década de 2000. Se sabe poco sobre su vida pública: no ha concedido entrevistas, no aparece en actos sociales ni institucionales, y su vinculación con la Fundación Calatrava, creada en 2012, es únicamente de carácter honorífico.

Su escasa visibilidad ha dado pie a diversas interpretaciones, desde que lleva una vida completamente dedicada al estudio privado y la conservación documental, hasta hipótesis más novelescas que lo describen como una figura reservada por decisión personal, interesada únicamente en preservar el patrimonio histórico de su linaje fuera de los focos mediáticos.